# Namibische Fußballnationalmannschaft (U-23-Männer)
Die namibische U-23-Fußballnationalmannschaft ist eine Auswahlmannschaft namibischer Fußballspieler, die der Namibia Football Association unterliegt. Sie repräsentiert den Verband bei internationalen Freundschaftsspielen wie auch von 1991 bis 2015 bei den Afrikaspielen, von 1992 bis 2008 bei der Qualifikation für die Olympischen Sommerspiele und seit 2011 beim U-23-Afrika-Cup, der über die Teilnahme an den Olympischen Sommerspielen entscheidet.

## Internationale Erfolge

### Afrikaspiele
Die erste bekannte Teilnahme an der Qualifikation für die Afrikaspiele ab der Ausgabe 1991 war zu den Spielen im Jahr 1999, wo man in der zweiten Runde gegen Lesotho gezogen wurde. Gegen diese reichte nach einer 0:1-Niederlage im Hinspiel jedoch auch ein 1:1 im Rückspiel nicht mehr und so ging es in der Qualifikation nicht weiter. Bei der Qualifikation zu den nächsten Spielen 2003 siegte das Team dann in der ersten Runde nach Hin- und Rückspiel mit 3:1 über Swasiland. In der zweiten Runde verlor man dann aber mit 2:3 gegen Sambia.
Danach nahm die Mannschaft erst einmal nicht mehr an der Qualifikationsrunde teil, bei der zu den Spielen 2011 nahm man zwar erst teil, zog dann aber zurück und wurde durch Südafrika ersetzt. An der Qualifikationsrunde zum Turnier im Jahr 2015 nahm man erneut nicht teil.
| 1995           | nicht teilgenommen |
| 1999 Südafrika | nicht qualifiziert |
| 2003 Niger     | nicht qualifiziert |
| 2007           | nicht teilgenommen |
| 2011           | zurückgezogen      |
| 2015           | nicht teilgenommen |
| 2019           |                    |
| 2023           |                    |

### Olympische Sommerspiele
Die erste bekannte Teilnahme der Mannschaft an der Olympia-Qualifikation war zu den Spielen 1996, wo man in der ersten Runde gegen Lesotho mit 3:1 gewann. In der zweiten Runde unterlag die Mannschaft schließlich mit 0:1 Kamerun. Daran anschließend gelang der Mannschaft nach einem 0:0 im Hinspiel bei der Qualifikation zu den Spielen im Jahr 2000 in der Vorrunde noch ein 3:3 gegen Mosambik, was durch die Auswärtstorregel für das Weiterkommen reichte. In der ersten Runde traf man dann jedoch auf Nigeria und musste bereits im Hinspiel eine 0:4-Niederlage hinnehmen, damit reichte dann ein 2:3-Sieg im Rückspiel nicht mehr, um das Aus zu verhindern. Wieder gegen Nigeria musste man dann auch in der ersten Runde bei der Qualifikation für die Spiele 2004 ran. Aber auch hier endete das Aufeinandertreffen mit einer Niederlage. Das Aus in der ersten Qualifikationsrunde ereilte das Team schlussendlich auch bei dem Turnier vor den Spielen 2008, wo man eine 1:2-Niederlage gegen Südafrika einstecken musste.
Seit den Spielen 2012 erfolgt die Qualifikation über den U-23-Afrika-Cup.
| 1996 Vereinigte Staaten  | nicht qualifiziert |
| 2000 Australien          | nicht qualifiziert |
| 2004 Griechenland        | nicht qualifiziert |
| 2008 Volksrepublik China | nicht qualifiziert |

### U-23-Afrika-Cup
Bei der Qualifikation für die erste Austragung des U-23-Afrika-Cups im Jahr 2011 wurde die Mannschaft als ungesetztes Team in der ersten Runde gegen Botswana gelost. Diesen reichte ein 1:0-Sieg im Hinspiel, um Namibia bereits in der Vorrunde ausscheiden zu lassen.
Aus unbekannten Gründen wurde die Mannschaft bei der Auslosung für die Qualifikation zum Turnier im Jahr 2015 nicht berücksichtigt, obwohl laut dem nationalen Verband eine Anmeldung vorlag. Die CAF spricht selbst von einem technischen Fehler. Für die Qualifikation für das Turnier im Jahr 2019 wurde die Mannschaft dann wieder berücksichtigt. Hier wurde man gegen Angola gezogen – bevor das Spiel aber stattfand, zog sich das Team schon wieder aus finanziellen Gründen zurück.
Bei der Qualifikation für das Turnier im Jahr 2023 traf die Mannschaft in der ersten Runde dann wieder auf Angola. Diesmal gab es nach einer 1:2-Niederlage im Hinspiel noch eine 0:6-Niederlage im Rückspiel, womit erneut nach der ersten Runde für die Mannschaft Schluss war.
| 2011 | nicht qualifiziert |
| 2015 | nicht teilgenommen |
| 2019 | zurückgezogen      |
| 2023 | nicht qualifiziert |